# تجمع بدو بئر بارش (بروم ميفع)
'

تعديل مصدري - تعديل

تجمع بدو بئر بارش هي إحدى قرى عزلة بروم بمديرية بروم ميفع التابعة لمحافظة حضرموت، بلغ تعداد سكانها 83 نسمة حسب تعداد اليمن لعام 2004.